# 제1대 고돌핀 백작 시드니 고돌핀
제1대 고돌핀 백작 시드니 고돌핀(영어: Sidney Godolphin, 1st Earl of Godolphin, 1645년 6월 15일 ~ 1712년 9월 5일)은 17세기 말부터 18세기 초까지 영국의 주요한 정치인이었다. 고돌핀은 그레이트브리튼 왕국을 탄생시킨 1707년 연합법의 협상 및 통과 과정에서 중요한 역할을 했다. 그는 실리 총독을 비롯하여 여러 다른 중책을 맡았다.

## 가족과 첫 경력
고돌핀은 프랜시스 고돌핀의 아들로 태어났다. 왕정복고 기간 동안 그는 찰스 2세의 궁정을 방문했다. 또한 헬스턴 선거구의원으로써 하원 의원이 되었다. 하원에 자주 출석하지는 않았음에도 불구하고 간결한 태도로 하원에 출석했을 때, 그는 "금융당국 뿐만 아니라 그 수장으로써 명성을 차츰 얻었다". 1668년 찰스 2세와 당시 필리프 1세의 부인이었던 여동생 헨리에타 앤을 중재하여 영국이 네덜란드와 동맹을 포기하는 대신 프랑스의 자금을 얻기로 루이 14세와 합의하는 데 성공했다.
찰스 2세는 1672년 루이 14세가 네덜란드를 공격하기 이전 루이 14에게 동맹을 재확인하기 위해 고돌핀을 특사로 파견했다. 그는 프랑스-네덜란드 전쟁 당시 루이 14세와 함께 있었지만 군사령관으로써는 능력을 발휘하지 못했다.